# 哈哈屋
54°26′38.91″N 18°34′0.3″E / 54.4441417°N 18.566750°E

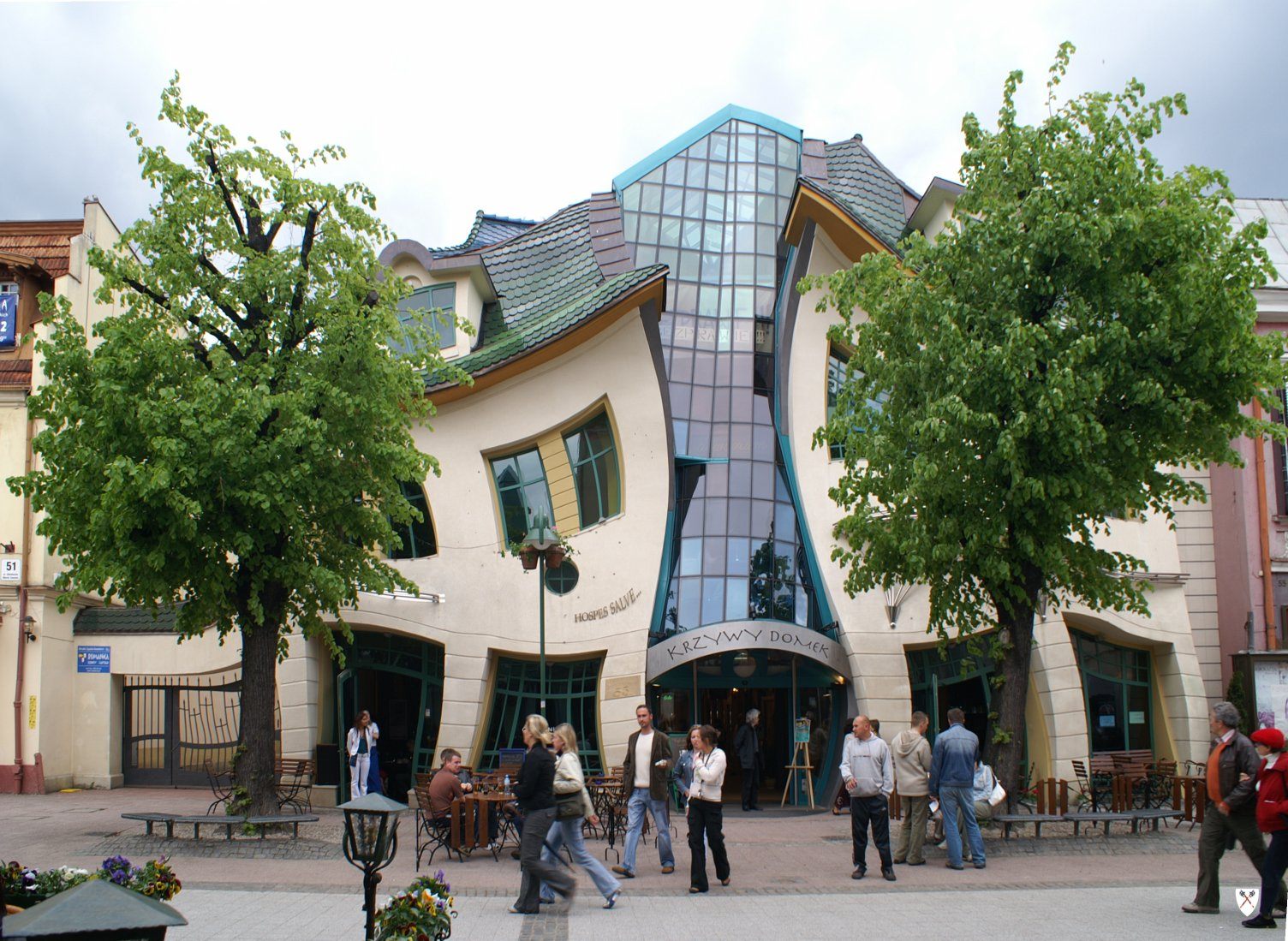
哈哈屋

哈哈屋（波蘭語：Krzywy Domek，本意為歪房子）是一座位於波蘭索波特的形狀極不規則的建築。

哈哈屋建成於2004年，面積大約4,000平方（43,000平方英尺），是里盾特酒店的一部份。其設計者受到了Jan Marcin Szancer和Per Dahlberg的童畫插畫的影響。

## 圖片

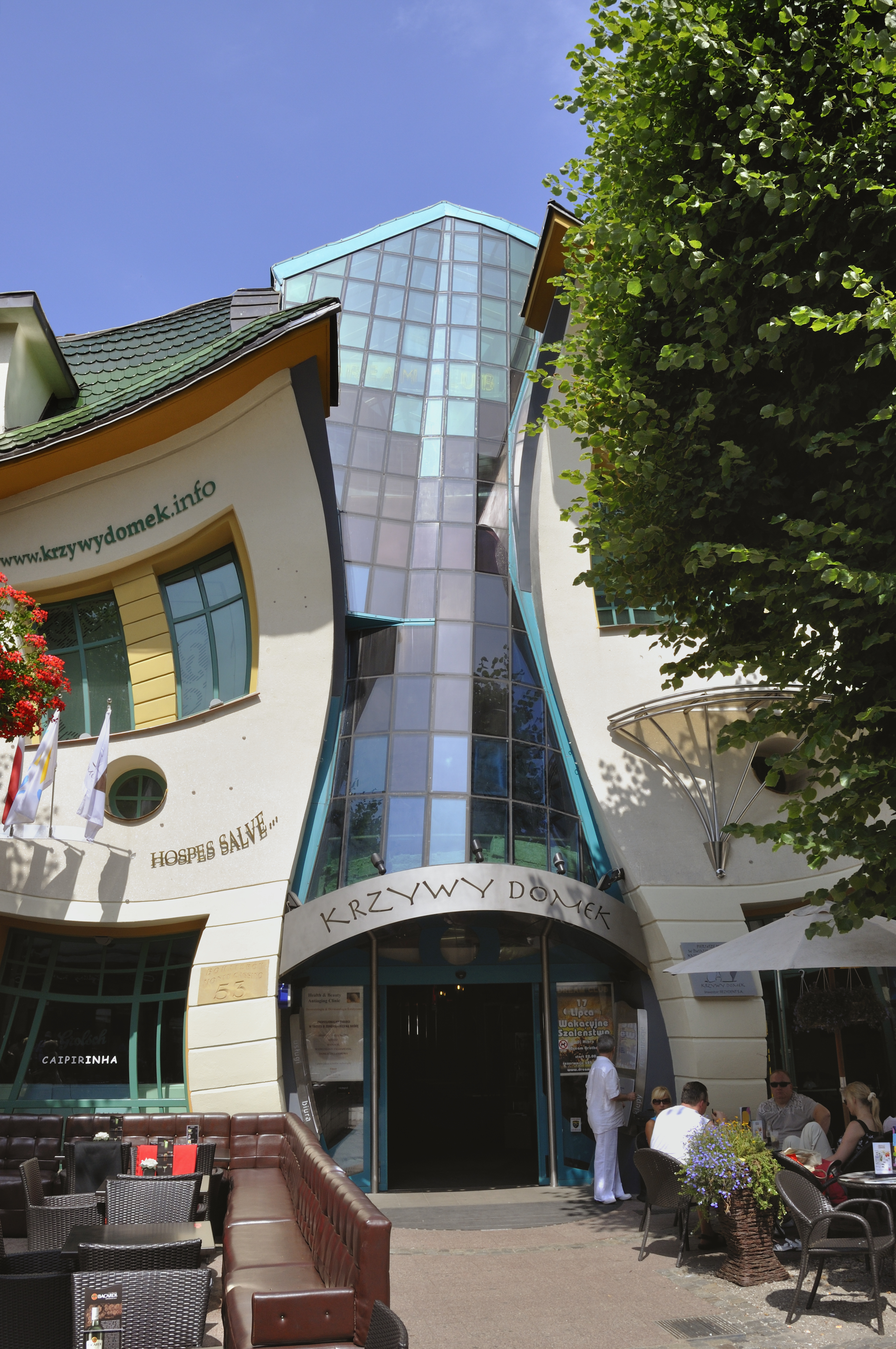
大門
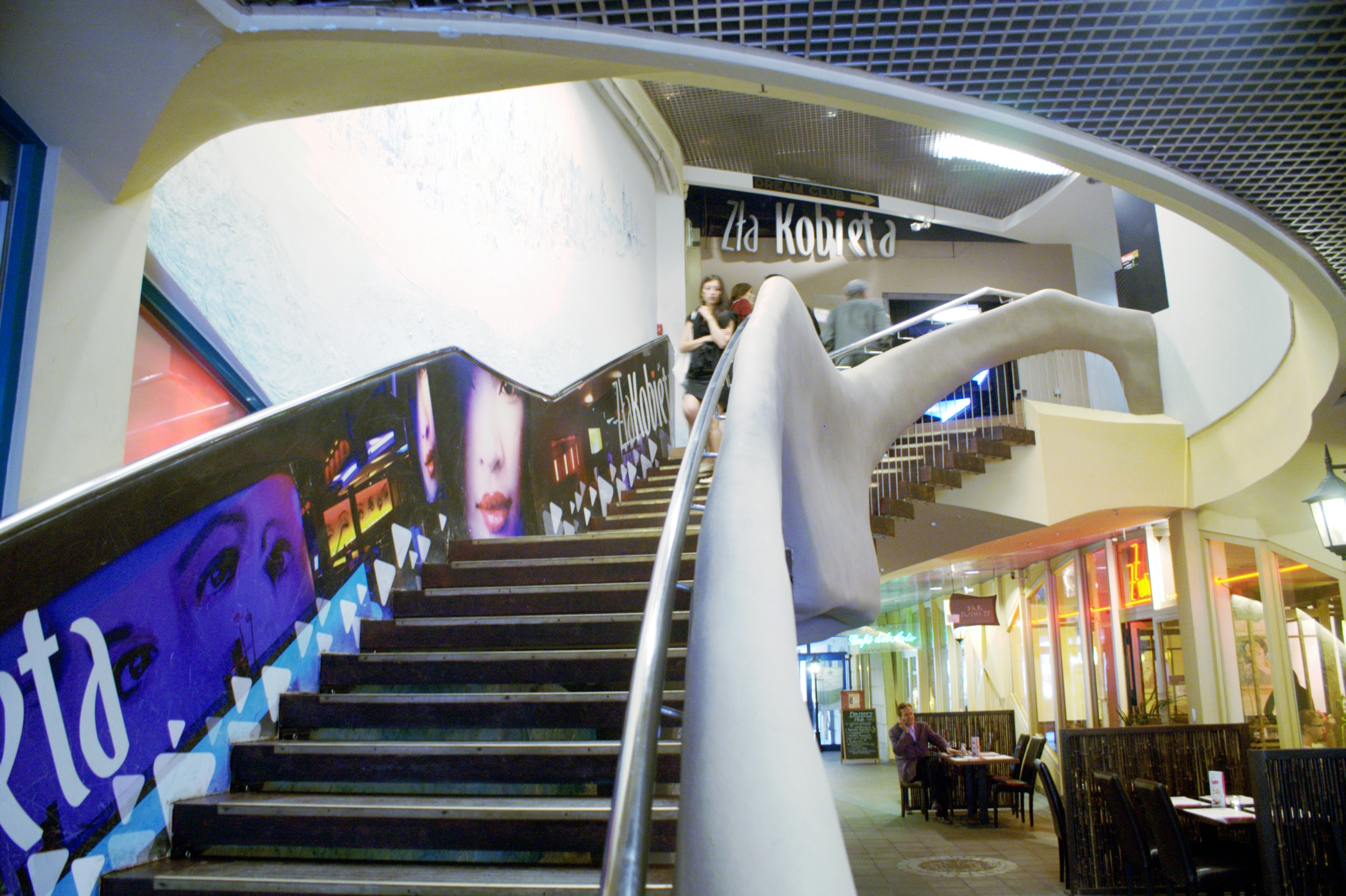
內部